# النهر الجديد (المكسيك-الولايات المتحدة)
يتدفق النهر الجديد (بالإنجليزيَّة: New River، بالإسبانيَّة: Río Nuevo) شمالًا بالقرب من بركان كيرو بريتو مارا بمدينة مكسيكالي بولاية باها كاليفورنيا المكسيكيَّة مخترقًا الأراضي الأمريكيَّة ومارًا بمدينة كاليكسيكو الواقعة في ولاية كاليفورنيا الأمريكيَّة ليصب في بحر سالتون. يعود تاريخ وجود قناة النهر إلى عصور ما قبل التاريخ. بيد أن النهر كما هو معروف في يومنا هذا تشكل جراء انهيار أحد الحواجز المائيَّة والفيضان الضخم الذي صب في بحر سالتون.
يتألف سيل النهر بمعظمه من المياه الملوثة المنوطة بالنشاط الزراعي ومياه الصرف الناجمة عن النشاط البشري ومياه المخلفات الصناعية. وصف النهر الجديد بالنهر الأكثر تلوثًا من بين الأنهار المندرجة تحت فئة حجمه في الولايات المتحدة.
أطلقت عدة مشاريع تهدف للحد من مستويات التلوث في النهر والتخفيف منها، ومن ضمنها تحديث البنية التحتية الخاصة بمعالجة الصرف الصحي وإغلاق قناة النهر.